# Polymixis calvescens
Polymixis calvescens är en fjärilsart som beskrevs av Jean Baptiste Boisduval 1840. Polymixis calvescens ingår i släktet Polymixis och familjen nattflyn. Inga underarter finns listade i Catalogue of Life.